# Monte Taroman
El Monte Taroman (en tetun: Foho-Taroman ) es con 1.744 m (según otra fuente 1.730 m), la montaña más alta del distrito de Cova Lima en el pequeño país asiático e insular de Timor Oriental. Él está en el Suco Fatululic (subdistrito Fatululic), que debe su nombre a la montaña. Anteriormente, el Taroman fue un lugar donde se llevaron a cabo algunis ritos animistas.
En la vertiente norte de la montaña el lugar es llamado Rocas del "Juego de Tronos", una formación de piedra caliza, que recuerda con sus formaciones a cuchillos en el trono de la serie de fantasía.